# Nerväxt

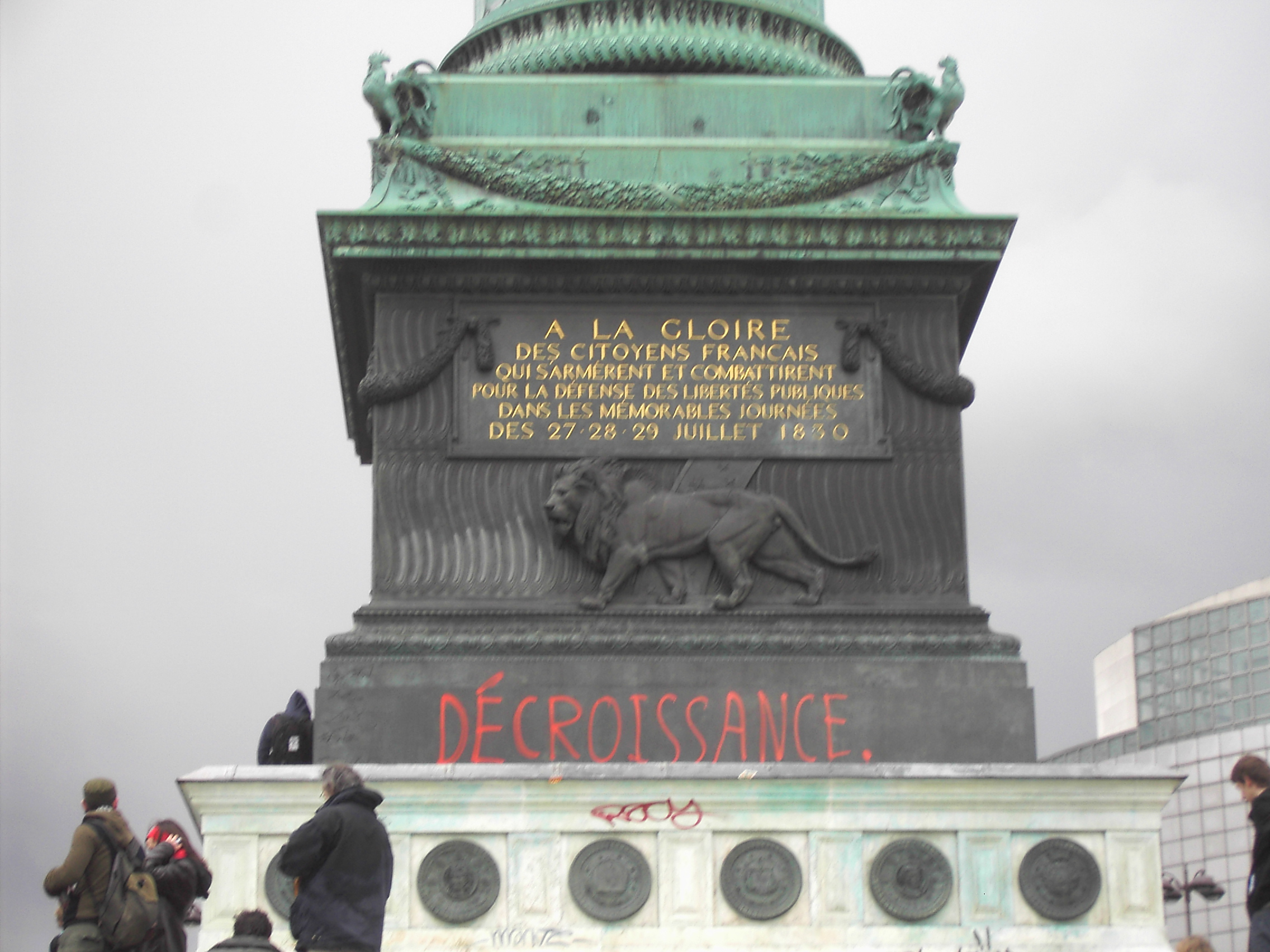
Slagordet Décroissance (nerväxt) klottrat på statyn Colonne de Juillet vid Bastiljen, Paris, Frankrike

Nerväxt (engelska: degrowth, franska: décroissance, spanska: decrecimiento, italienska: decrescita) är en politisk, ekonomisk och social rörelse och teori som baserar sig på ekologistiska, antikonsumtionistiska och antikapitalistiska idéer. Förespråkare för nerväxt argumenterar för behovet av att minska produktion och konsumtion, eftersom de menar att överkonsumtionen inte är hållbar, varken ekologiskt eller socialt. Nerväxtrörelsen räknar den rumänskamerikanske matematikern, statistikern och ekonomen Nicholas Georgescu-Roegen som den främsta intellektuella inspiratören. 
Journalisten och författaren Andre Gorz var 1972 den förste som myntade och använde begreppet nerväxt (décroissance) av materiell produktion för att återställa jordens balans.